# アカデミー・ドレクリューズ
アカデミー・ドレクリューズ（Académie Delécluse）は、パリにあった私立の美術学校である。1880年代の終わりまでに設立され、 20世紀初頭まで存続した。女性画家を多く教育し、アメリカやイギリスからの学生に人気のあった美術学校であった。

## 概要
画家のオーギュスト・ジョゼフ・ドレクリューズ（Auguste Joseph Delécluse: 1855–1928）によって設立された。設立されたのは1884年とも1888年とも言われている。数人の学生を教えることから始まり、学生の間で評判が高まり、より広いアトリエに何度か移転した後、最終的にノートルダム・デ・シャン通り（84, rue Notre-Dame-des-Champs）にスタジオが置かれた · 。
パリの私立の美術学校のアカデミー・ジュリアンやアカデミー・コラロッシ、アカデミー・ヴィッティ(Académie Vitti)と同じように女子学生を受け入れた。男女の学生は別々のクラスで教えられたが、男子学生のクラスが1つに対し女子学生のクラスが2つであった。特にイギリスやアメリカからの学生に人気のある学校になり、最盛期はパリで有名な4つの私立の美術学校の一つになった。アカデミック美術のスタイルの絵画を教え、20世紀の初頭には評判は失われた。
オーギュスト・ジョゼフ・ドレクリューズ自身が教えた他、主な講師にはジョルジュ・カロ（1857-1903）やポール＝ルイ・ドゥランス（1848-1924）がいた。アメリカ出身の卒業生のエドワード・エルツ（Edward Frederick Ertz）やスヴェンセン（Svend Rasmussen Svendsen）も教えた。

## 講師たちの絵画作品

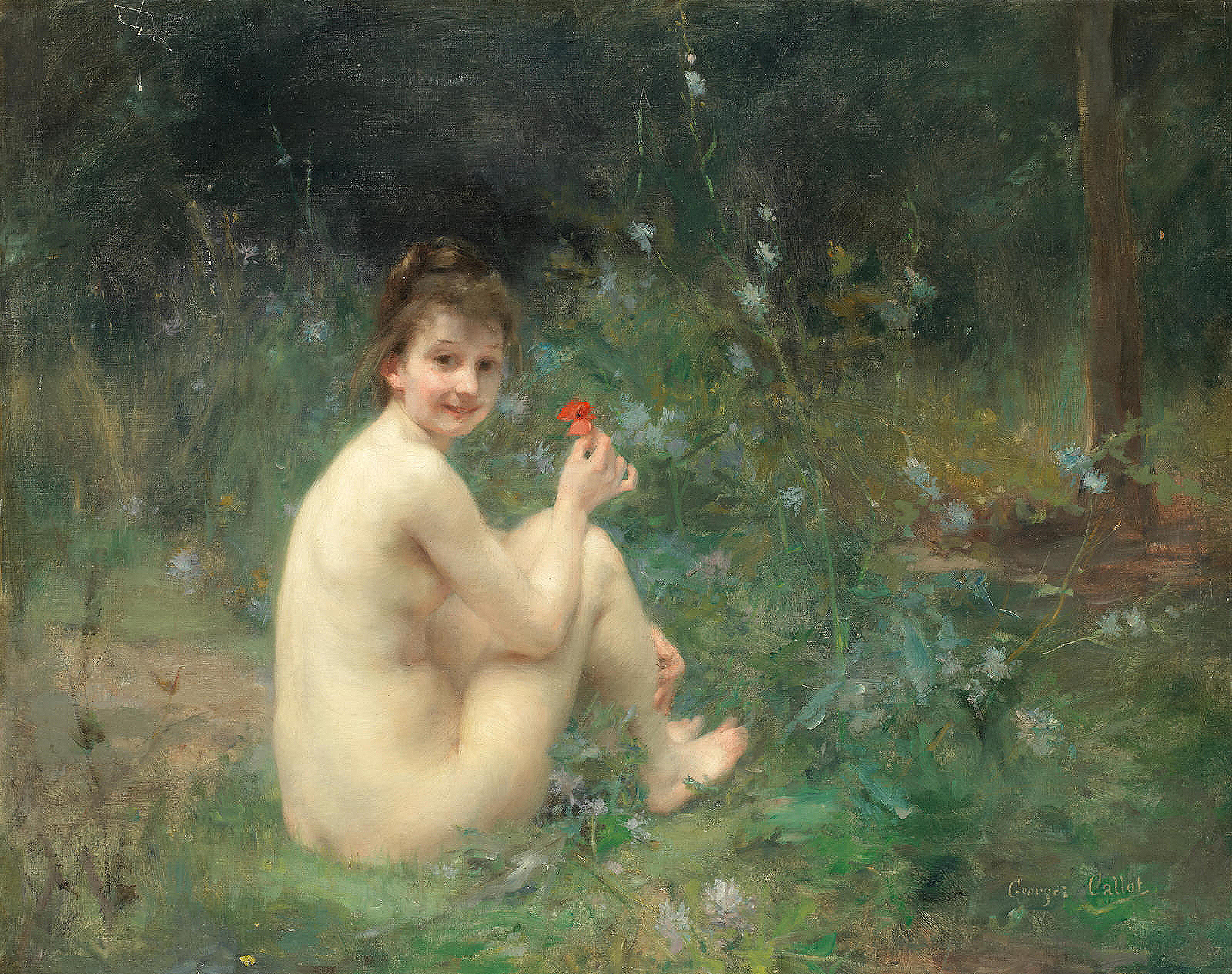
ジョルジュ・カロの作品
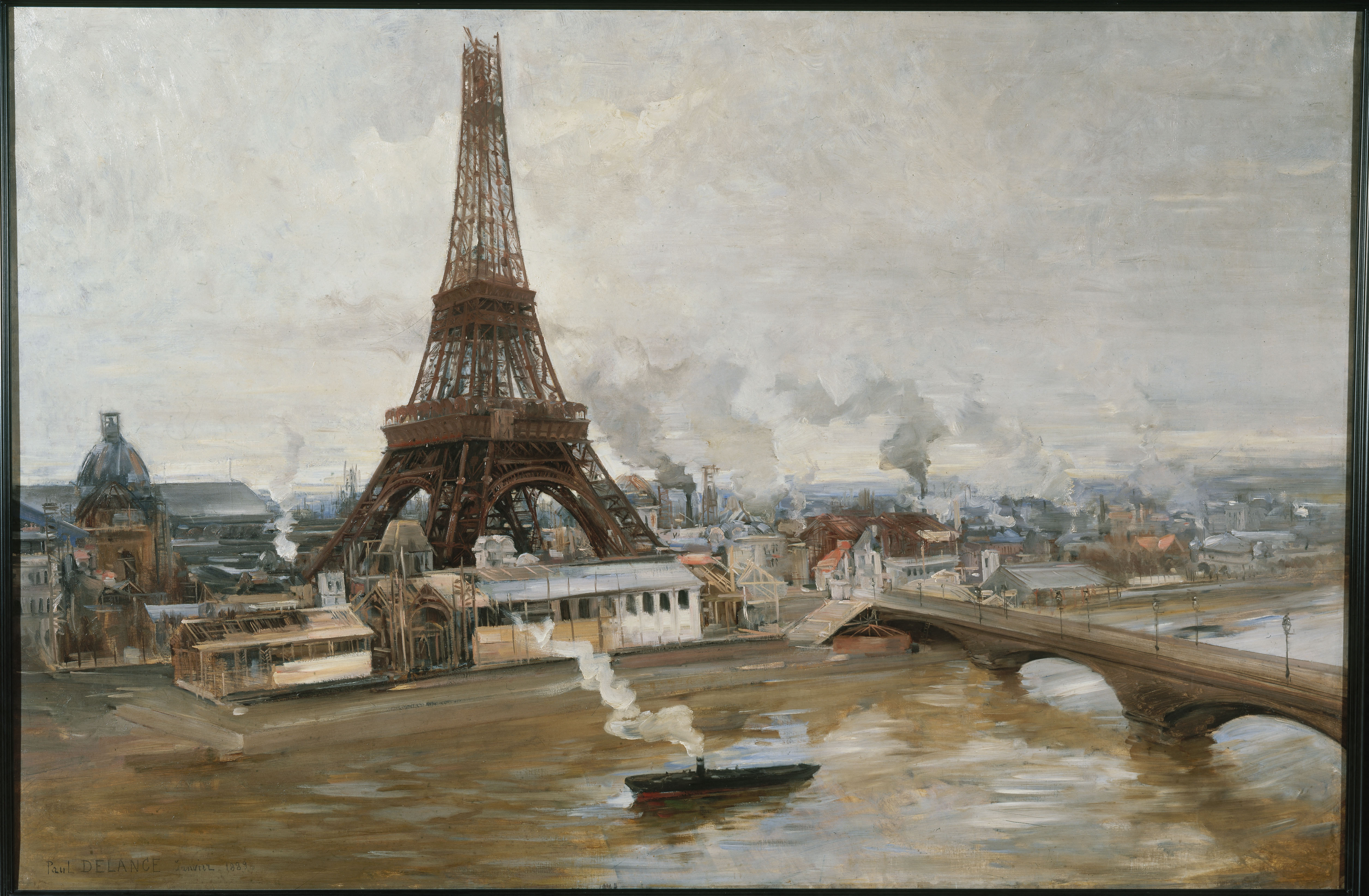
ポール＝ルイ・ドゥランスが描いた建設中のエッフェル塔
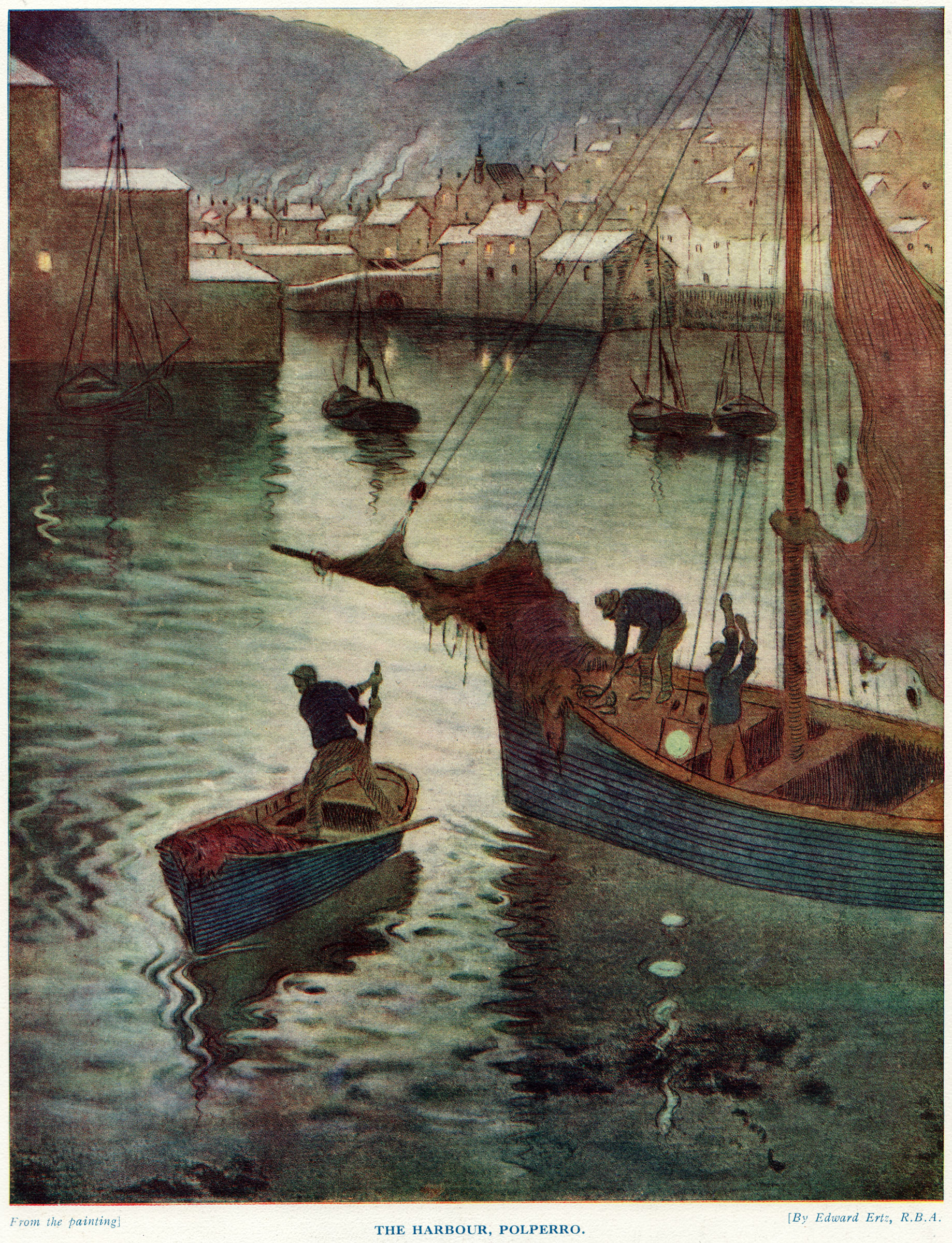
エドワード・エルツの作品

## アカデミー・ドレクリューズで学んだ学生（一部）
- アイダ・ウォー (1846–1919)
- エマ・ランパート・クーパー (1855-1920)
- コリン・キャンベル・クーパー (1856-1937)
- フローレンス・カーライル (1864-1923)
- アグネス・グッドサー (1864-1939)
- ジェニー・イーキン・デロニー (1866-1949)
- ジュリア・ベアトリス・ハウ (1867–1932)
- ジェイムズ・ピーター・クィン (1869-1951)
- ロバート・バーンズ (1869-1941)
- フレデリック・カール・フリージキー (1874-1939)
- ハロルド・ハーヴェイ (1874-1941)
- アルソン・スキナー・クラーク (1874-1942)